# 莊重文
莊重文（1912年—1993年），原名莊碧榮，生于福建泉州，香港商人，曾經係香港中華廠商聯合會會長。
1926年秋，庄碧荣考入集美初级水产航海学校。他在聽了鲁迅的演讲後改名为“重文”。1928年，庄重文因参加抗议五三惨案反日游行，被学校开除。之後莊重文來到新加坡，經商失敗後回到中國，在福建省农村特种有限公司任职。中國抗日戰爭結束後，莊重文來到香港。他先后创办味精厂、餐具厂，最終創辦莊士機構。1968年起，他连任三届香港中华厂商联合会会长。